# Tankgewehr M1918
Le Tankgewehr M1918 est le premier fusil antichar de l'Histoire, développé pour l'Armée allemande dans les derniers mois de la Première Guerre mondiale.

## Description
Le fusil antichar utilise le système à verrou Mauser, avec une cartouche à charger manuellement dans la chambre. Il dispose d'une poignée pistolet et d'un bipied emprunté à la mitrailleuse MG 08/15,. La mire de visée est graduée de 100 à 500 m.
La balle en acier trempé de 13,25 mm (51,5 g) a été développée pour un usage aérien et antichar (TuF : Tank und flieger) avec la mitrailleuse MG 18, demeurée à l'état de prototype. Elle pouvait percer environ 22 mm de blindage à 100 m, ou 25 mm d'acier simple à 250 m.

## Utilisation
Lors de la guerre de tranchées, les belligérants utilisent des plaques de blindage destinées à la protection des soldats, en particulier guetteurs et tireurs d'élite. Pour tenter de les percer, Britanniques et Allemands s'arment de fusils de fort calibre, tels les Elephant guns (en). Avec l'apparition des tanks anglais puis français, l'Armée allemande se dote en 1917 d'une cartouche antichar spéciale à tirer avec le fusil Gewehr 98 standard, dite balle K (en) ou S.m.K. (Spitzgeschoss mit Kern). Celle-ci s'avère trop faible face au nouveau tank Mark IV. La firme Mauser propose alors en janvier 1918 un fusil de forte puissance spécifiquement destiné à la lutte antichar, dont la production débute en mai à l'usine Waffenfabrik Mauser AG d'Oberndorf am Neckar. La finalité de l'arme, avec une simple balle perforante, n'est évidemment pas la destruction de l'engin ciblé, mais d'occasionner panique ou pertes parmi l'équipage, voire des dommages sur les organes de motorisation.
Le fusil est servi par une équipe de deux ou trois hommes, généralement des artilleurs de tranchées servants de minenwerfer. Le premier tireur porte un sac avec 13 cartouches et le fusil. Les autres servants transportent deux sacs de toile avec 20 cartouches, une boîte de 72 cartouches et le bipied. En raison du poids et du recul de l'arme, celle-ci ne peut être utilisée que sur une position statique. Pour ces mêmes raisons, elle est relativement impopulaire au sein de la troupe. Le tireur se plaint, après deux ou trois tirs, de maux de tête et de vertiges. Aucun dispositif contrebalançant le recul, tel un frein de bouche, n'est prévu ; les servants improvisent bien souvent un rembourrage sur leur uniforme.  
La dotation théorique est de trois T-Gewehr par régiment. 
15 000 exemplaires ont été produits. 

La possession d'armes antichar étant interdite par le Traité de Versailles, la Reichswehr aurait caché une certaine quantité de ces armes. Celles-ci auraient été utilisées par la Wehrmacht lors de l'attaque de la Pologne en 1939.

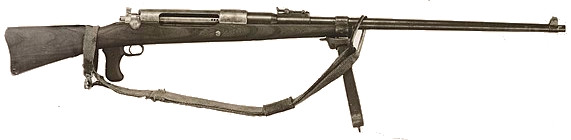
Vue de profil.
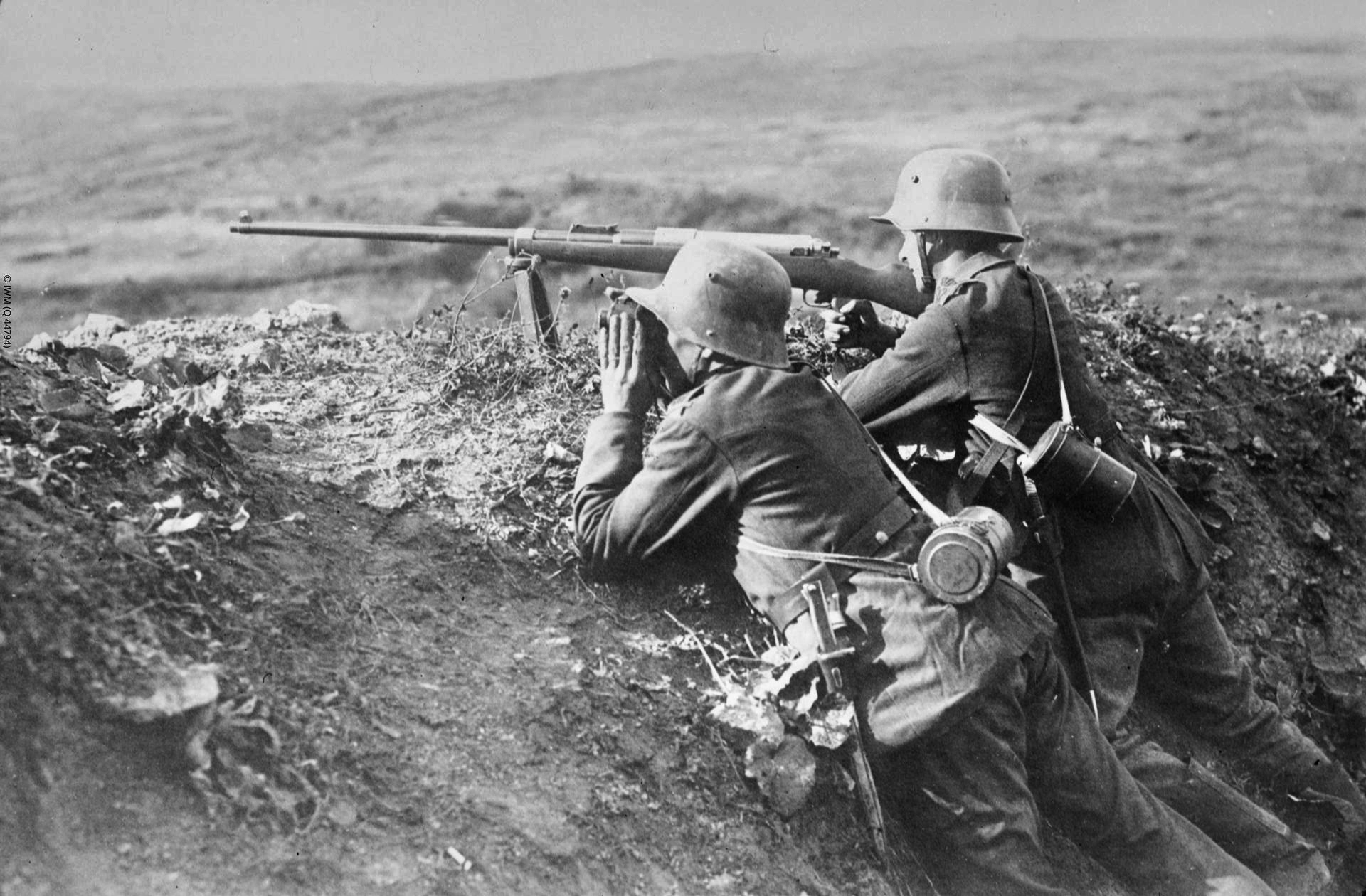
Utilisation au combat (1918).
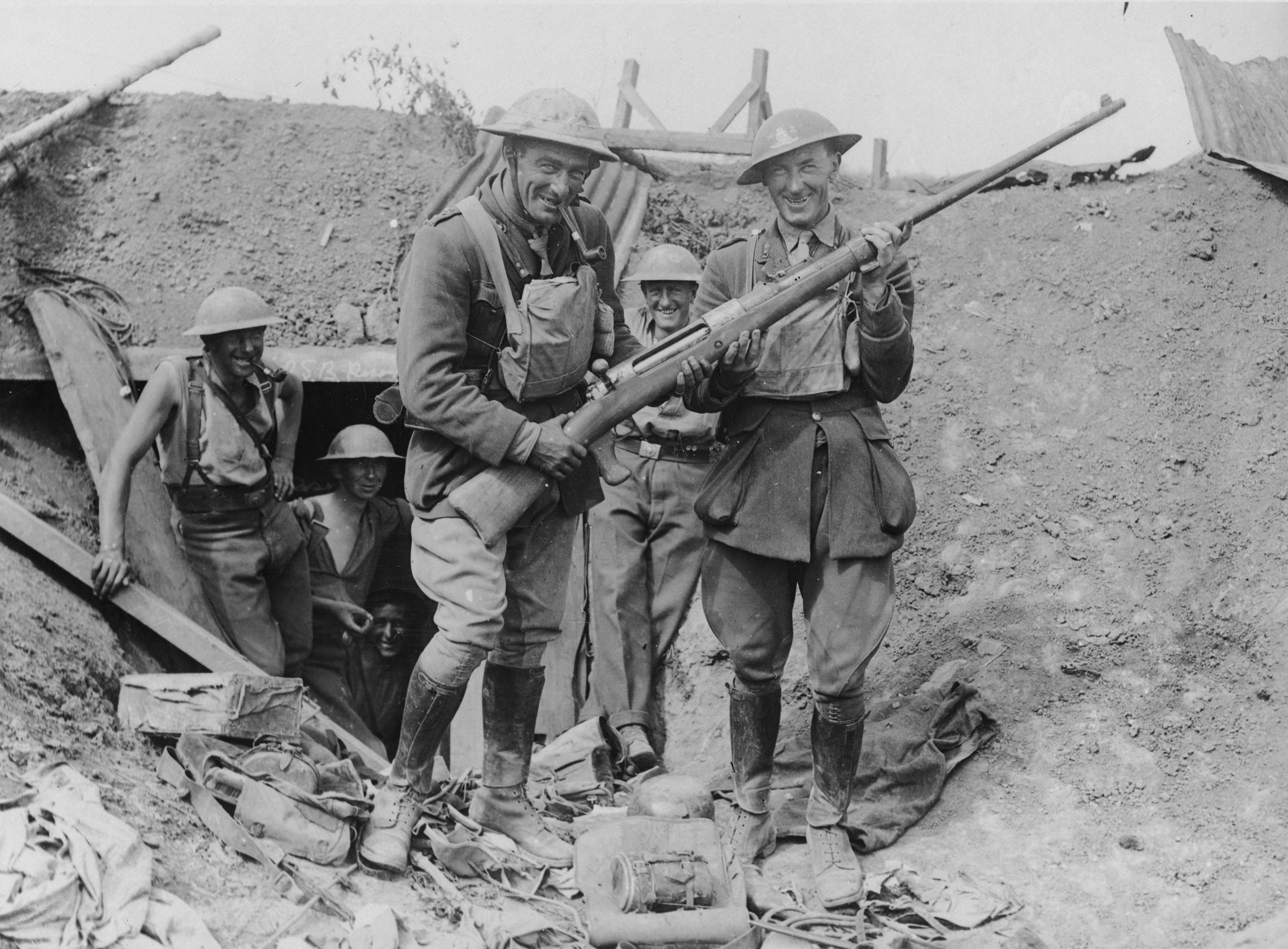
Un T-Gewehr capturé par les britanniques ; le cliché permet d'apprécier le volume de l'arme.
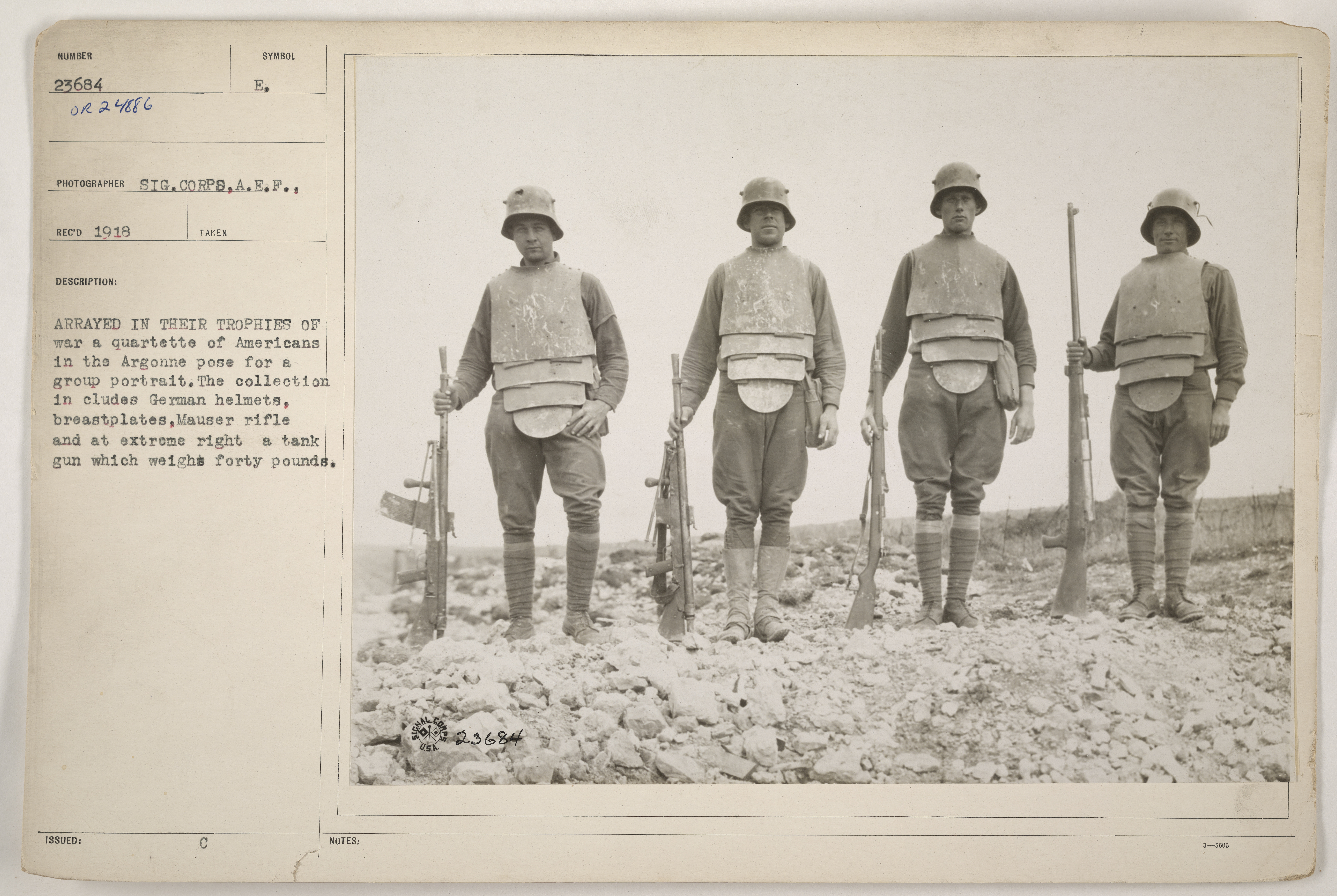
Sammies porteurs d'équipements capturés. Le soldat de droite tient un Tankgewehr.
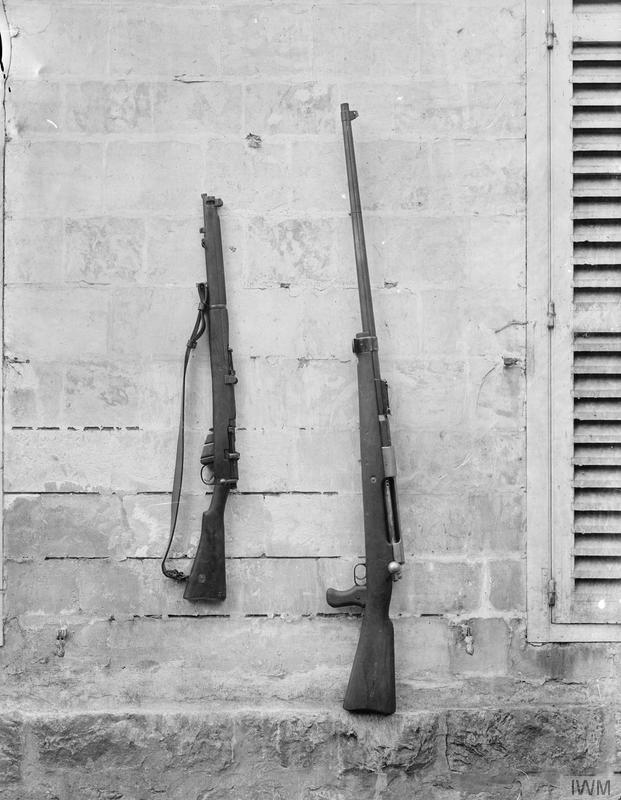
Comparaison avec un fusil Lee-Enfield.
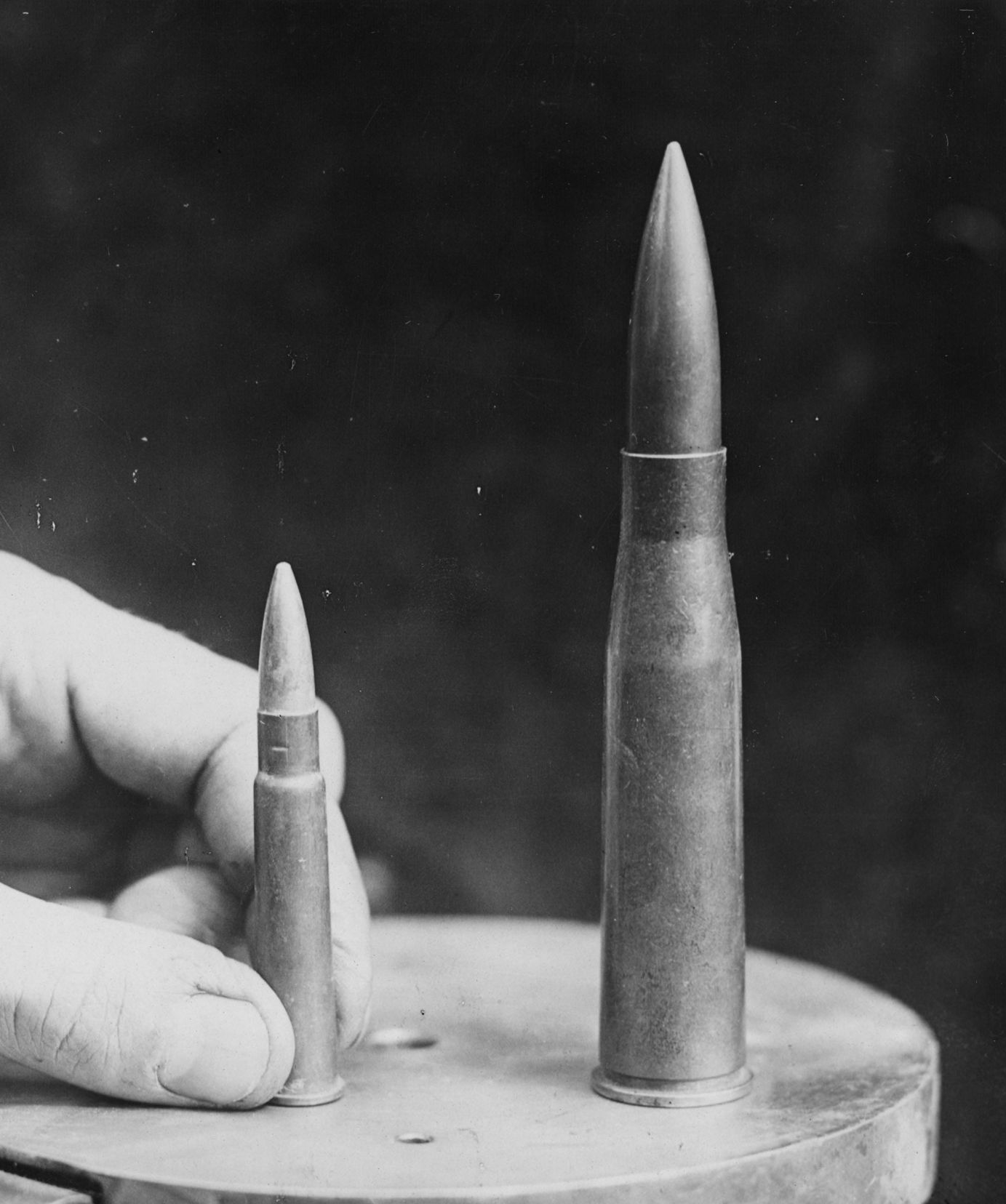
Comparaison entre une munition du fusil britannique précédent, de calibre .303, et celle du Mauser M1918.
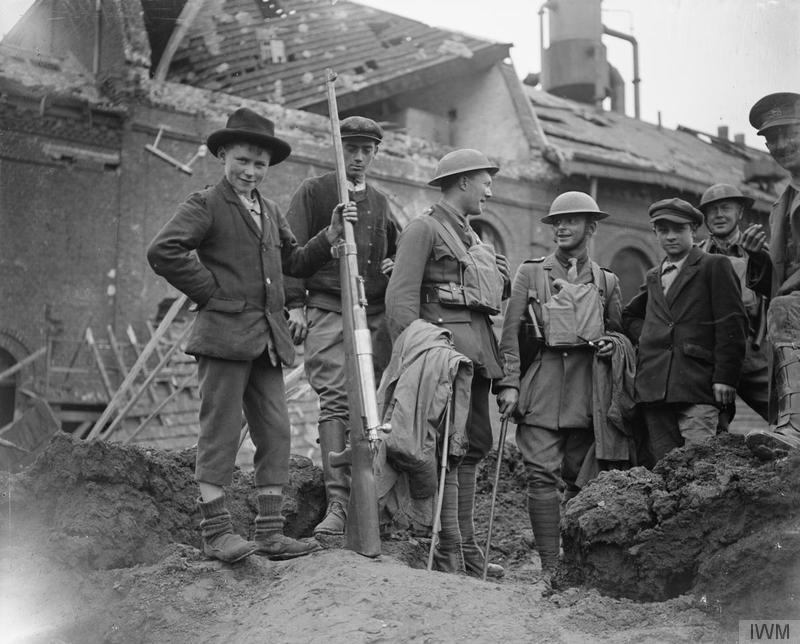
Un enfant français tenant un Tankgewehr capturé par les troupes britanniques.